# Campeonato Europeu de Hóquei em Patins Masculino de 1963
O Campeonato Europeu de 1963 foi a 26.ª edição do Campeonato Europeu de Hóquei em Patins.

## Participantes
| País               | Participação | Melhor Resultado                                                      |
| Portugal           | 21.ª         | Campeão (1947, 1948, 1949, 1950, 1952, 1956, 1959 e 1961)             |
| Espanha            | 15.ª         | Campeão (1951, 1954, 1955 e 1957)                                     |
| Itália             | 24.ª         | Campeão (1953)                                                        |
| Holanda            | 12.ª         | 4.º Lugar (1961)                                                      |
| Alemanha Ocidental | 22.ª         | 2.º Lugar (1932 e 1934)                                               |
| Suíça              | 26.ª         | 2.º Lugar (1937)                                                      |
| Bélgica            | 25.ª         | 2.º Lugar (1947)                                                      |
| Inglaterra         | 26.ª         | Campeão (1926, 1927, 1928, 1929, 1930, 1931, 1932, 1934, 1936 e 1939) |
| França             | 25.ª         | 2.º Lugar (1926, 1927, 1928, 1930 e 1931)                             |
| ------------------ | ------------ | --------------------------------------------------------------------- |

## Resultados
|                    | Portugal | Espanha | Países Baixos | Suíça | Itália | Inglaterra | Alemanha | Bélgica | França |
| ------------------ | -------- | ------- | ------------- | ----- | ------ | ---------- | -------- | ------- | ------ |
| Portugal           |          | 2-0     | 7-1           | 4-1   | 8-2    | 7-1        | 13-1     | 14-0    | 9-0    |
| Espanha            |          |         | 2-1           | 5-1   | 5-2    | 5-0        | 5-0      | 3-0     | 4-0    |
| Holanda            |          |         |               | 0-2   | 3-2    | 2-0        | 2-1      | 5-2     | 3-0    |
| Suíça              |          |         |               |       | 3-3    | 3-3        | 2-2      | 5-1     | 4-1    |
| Itália             |          |         |               |       |        | 4-0        | 1-4      | 7-0     | 7-1    |
| Inglaterra         |          |         |               |       |        |            | 2-0      | 8-2     | 2-0    |
| Alemanha Ocidental |          |         |               |       |        |            |          | 2-2     | 3-0    |
| Bélgica            |          |         |               |       |        |            |          |         | 2-1    |
| França             |          |         |               |       |        |            |          |         |        |

## Classificação final
| Lugar | Seleção            | J | V | E | D | P  | GM | GS | Dif. |
| ----- | ------------------ | - | - | - | - | -- | -- | -- | ---- |
|       | Portugal           | 8 | 8 | 0 | 0 | 16 | 59 | 6  | +53  |
|       | Espanha            | 8 | 7 | 0 | 1 | 14 | 29 | 6  | +23  |
|       | Holanda            | 8 | 5 | 0 | 3 | 10 | 17 | 16 | +1   |
| 4     | Suíça              | 8 | 3 | 3 | 2 | 9  | 21 | 19 | +2   |
| 5     | Itália             | 8 | 3 | 1 | 4 | 7  | 28 | 19 | +9   |
| 6     | Inglaterra         | 8 | 3 | 1 | 4 | 7  | 16 | 23 | -7   |
| 7     | Alemanha Ocidental | 8 | 2 | 2 | 4 | 6  | 13 | 27 | -14  |
| 8     | Bélgica            | 8 | 1 | 1 | 6 | 3  | 9  | 45 | -36  |
| 9     | França             | 8 | 0 | 0 | 8 | 0  | 3  | 34 | -31  |

| Campeões Europeus 1963 |
| ---------------------- |
| Portugal               |
| PORTUGAL 9.º Título    |